# Parque Nacional Jirisan

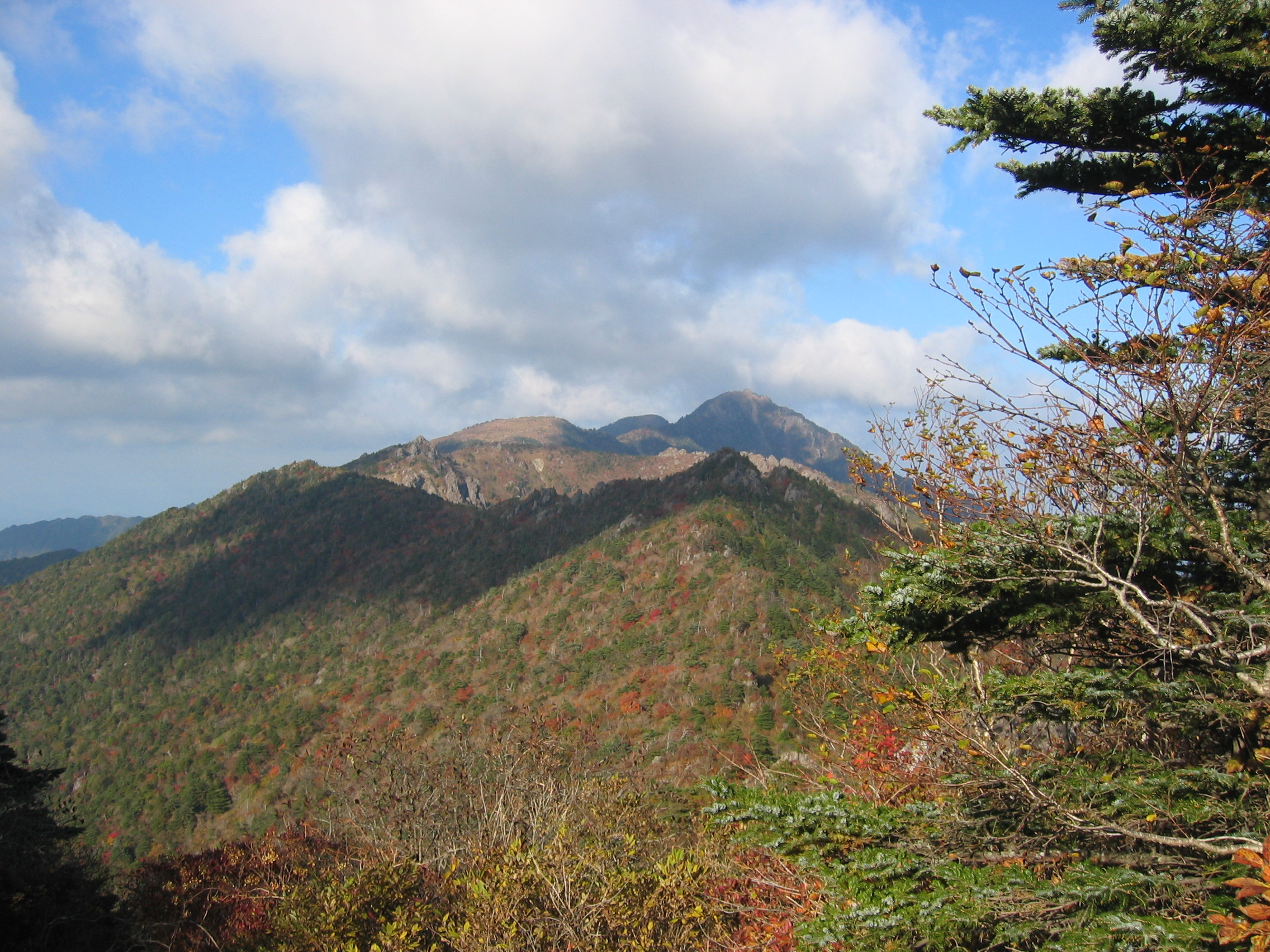
Imagem do monte Jirisan, localizado no parque nacional de mesmo nome

O Parque Nacional Jirisan é um parque nacional sul-coreano. O parque encompassa uma área de 471,75 quilômetros quadrados, sendo assim o maior parque nacional terrestre e o terceiro maior em geral do país. Foi criado em 1967, o primeiro do país, e extende-se por 1 cidade e 4 condados em três províncias: Gyeongnam, Jeonnam e Jeonbuk. É o maior parque nacional montanhoso do país, contendo o monte Jirisan, o maior da Coreia do Sul peninsular, segundo maior do país em geral e uma das três principais montanhas do país.
Alguns pontos turísticos do parque incluem o monte Jirisan e os sete templos budistas, entre os quais o mais famoso sendo Hwaeomsa, na ponta sudoeste do parque. O templo foi criado no ano de 544, sendo mais tarde expandido em 643 e novamente em 875. Em 1593 o templo foi destruído, porém até 1701 já havia sido reconstruído. O templo abriga 4 tesouros nacionais coreanos. O monte Jirisan tem uma altitude de 1.915 metros, no pico Cheonwangbong, havendo outros picos como Banyabong (1.732 metros) e Nogodan (1.507 metros). O nome Jirisan na língua local significa "a montanha das pessoas estranhas e sábias".
O parque abriga uma imensa biodiversidade, com 4.989 espécies de fauna e flora habitando o local. A vegetação varia de florestas quentes à temperadas na base da montanha, à florestas frias mais próximo ao cume. Fauna notável do parque inclui lebres, corços, alces, gatos selvagens, ursos negros asiáticos e outros mamíferos. O parque tem 13 trilhas principais, com variação em trajeto entre 4,2 e 34,3 quilômetros e 1 hora e 27 minutos de tempo de percurso a vários dias. Essas trilhas são de dificuldade moderada ou difícil. O parque cobra taxas de estacionamento, uso de chuveiros e acomodação. Todas essas variam de acordo com a temporada (alta ou baixa).